# یاپ ادن
یاپ ادن (هلندی: Jaap Eden; ۱۹ اکتبر ۱۸۷۳ – ۲ فوریهٔ ۱۹۲۵) بازیکن فوتبال، اسکیت‌باز سرعت، دوچرخه‌سوار پیست، و دوچرخه‌سوار اهل هلند بود.